# INSAT-1B
O INSAT-1B foi um satélite de comunicação e meteorológico geoestacionário indiano da série INSAT que foi construído pela Ford Aerospace. Ele esteve localizado na posição orbital de 74 graus de longitude leste e era operado pela Organização Indiana de Pesquisa Espacial (ISRO). O satélite foi baseado na plataforma Insat-1 Bus e sua vida útil estimada é de 7 anos. O mesmo saiu de serviço em agosto de 1993.

## História
O INSAT-1B foi o segundo satélite da primeira geração do Sistema INSAT. Ele foi originalmente lançado como um backup em órbita, substituiu o INSAT-1A, que falhou no final de 1982. Ele foi posicionado em uma órbita geoestacionária a 74 graus leste, o sistema contava com uma série de estações de terra em toda a Índia. O satélite INSAT-1B foi projetado para fornecer telecomunicações combinadas, transmissão direta, TV e serviço de meteorologia para a comunidade civil da Índia ao longo de 7 anos de vida útil em órbita. O pacote de telecomunicações prestados em dois sentidos, circuitos telefônicos de longa distância e rádio direto e televisão às áreas mais remotas da Índia.
O pacote de meteorologia era composto de uma varredura em alta resolução, dois canais radiômetro (VHRR) para fornecer estrutura completa, cobertura de terra completa a cada 30 minuto. O canal visual (0,55-0,75 micrômetro) tinha uma resolução de 2,75 km, enquanto o canal IR (10,5-12,5 micrômetros) tinha uma resolução de 11 km.
Usando o recurso da INSAT TV, foram feitos os primeiros avisos de desastres iminentes (inundações, tempestades, etc) que podiam atingir diretamente a população civil, mesmo em áreas remotas. O INSAT-1B também tinha um canal de dados para às transmissões meteorológicas, hidrológicos e de dados oceanográficos de coleta autônoma de dados baseados em terra ou em base de oceano e plataformas de transmissão.
Quando INSAT-1B foi lançado ele quase teve o mesmo destino que o INSAT-1A. Só após meados de setembro, que a Ford e os controladores indianos conseguiram implantar seu painel solar. Até então tinha sido colocado na posição orbital de 74° E no lugar de INSAT-1A. A capacidade operacional total foi obtida somente em outubro de 1983. Ele continuou operando até em 1990.

## Lançamento
O satélite foi lançado com sucesso ao espaço no dia 31 de agosto de 1983, 23:58:10 UTC, abordo do ônibus espacial Challenger durante a missão STS-8, lançado a partir da Estação da Força Aérea de Cabo Canaveral, na Flórida, Estados Unidos. Ele tinha uma massa de lançamento de 1.190 kg.

## Capacidade e cobertura
O INSAT-1B era equipado com 12 transponders em banda C e 2 (mais um de reserva) em banda S para fornecer serviços de telecomunicação para o Subcontinente Indiano.